# تجاوز به زنان طی اشغال آلمان

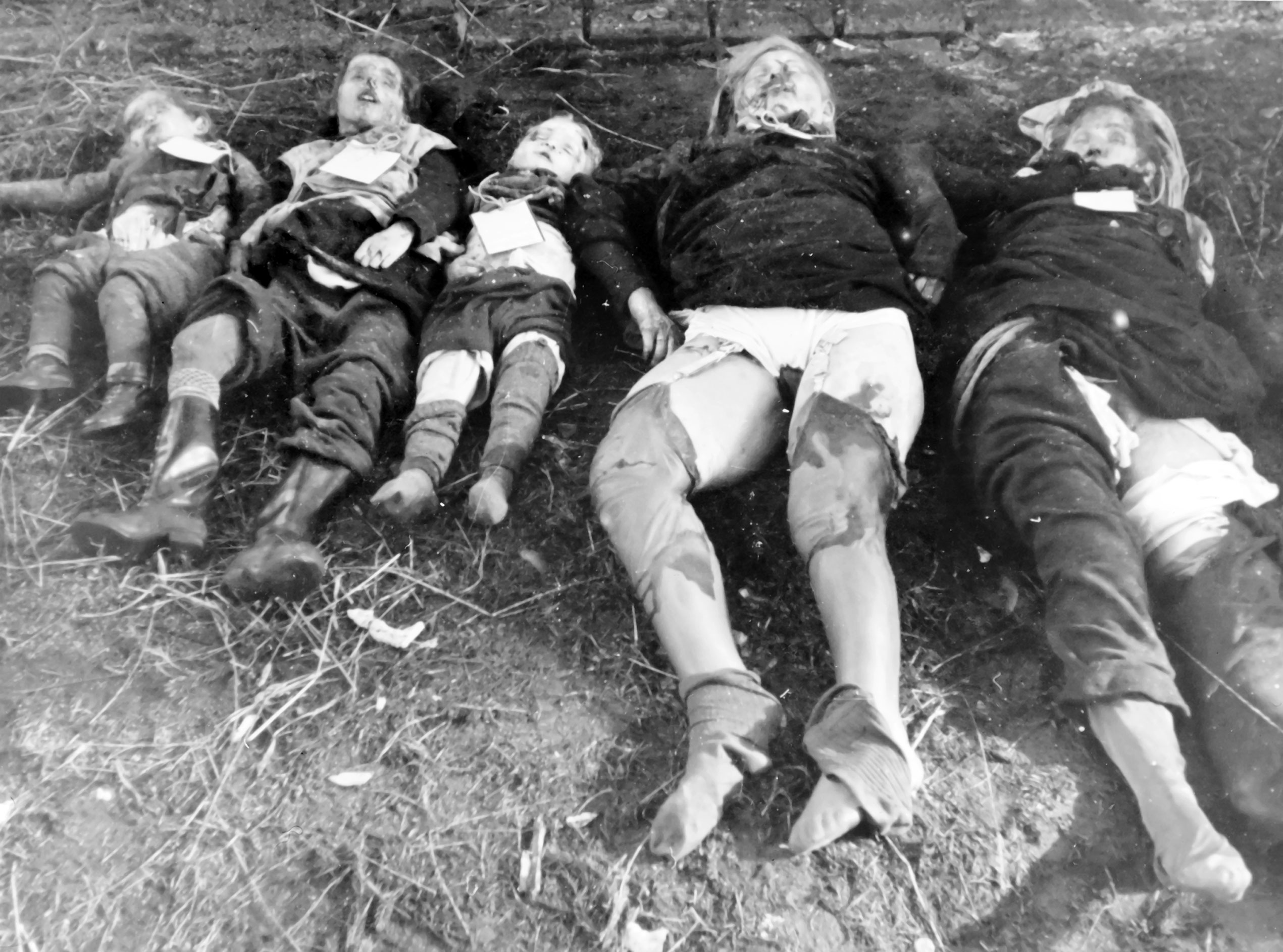
تصویری از زنان و دختران که مورد تجاوز قرار گرفته اند

تجاوز به زنان طی اشغال آلمان رویدادی است که پس از ورود و اشغال کشور آلمان به‌دست نیروهای متفقین اتفاق افتاد. این رویداد هم در دورانی که نیروهای متفق سعی در اشغال آلمان داشتند افتاد، هم در طی دوران اشغال آلمان.بیشتر این تجاوزها که گزارش شده‌اند به‌دست نظامیان ارتش شوروی  و انگلیس انجام گرفتند. شمار این تجاوزها را بین صدها هزار تا ۲ میلیون تخمین زده‌اند. هم اکنون این رقم که به شدت مورد بحث است، از شمار اندک پرونده‌های پزشکی که حفظ شده‌اند به دست آمده‌است. تجاوز سرنوشت زنان در خانواده‌ها را در سراسر برلین تحت تأثیر قرار داده بود. پس از پایان جنگ به زنان بین سنین ۱۵ و ۵۵ سال آلمانی دستور داده شد برای تشخیص بیماری‌های مقاربتی معاینه شوند. زنان برای گرفتن مواد غذایی نیاز به گواهی پزشکی داشتند. تعدادی که اغلب نقل می‌شود در حدود ۱۰۰ هزار زن در برلین و دو میلیون در خاک آلمان است.
در یک کارخانه مهمات‌سازی سابق که اکنون ساختمان بایگانی دولتی است، سوابق سقط جنین از ژوئیه تا اکتبر سال ۱۹۴۵ در ناحیه «نوی‌کلن»، یکی از ۲۴ ناحیه برلین است بررسی شده‌است. با وجود آنکه سقط جنین در آلمان غیرقانونی بود، اما برای آن دسته از زنان به دلیل وضعیت خاص ناشی از تجاوز دسته جمعی در سال ۱۹۴۵ یک راه امید بود. در مجموع بین ژوئن ۱۹۴۵ تا ۱۹۴۶ تنها در همین یک ناحیه برلین ۹۹۵ درخواست برای سقط جنین مورد تأیید قرار گرفته‌است.
احتمالاً هرگز مقیاس واقعی تجاوز جنسی مشخص نخواهد شد و دادگاه‌های نظامی اتحاد جماهیر شوروی و منابع دیگر طبقه‌بندی شده باقی می ماند. پارلمان روسیه قانونی را تصویب کرد که می گوید هر کسی که پیشینه روسیه در جنگ جهانی دوم را لکه دار کند می‌تواند جریمه یا تا پنج سال زندانی شود. موضوع تجاوز در آلمانِ پس از جنگ، چه آلمان غربی و چه آلمان شرقی، به ندرت مورد اشاره قرار گرفته و سخن گفتن از آن حتی در روسیه امروز هم تابو است.
رسانه‌های روسی به‌طور منظم بحث از تجاوز جنسی را رد می‌کنند و مایل به پاسخگویی نیستند.